# Jonathan Jackson

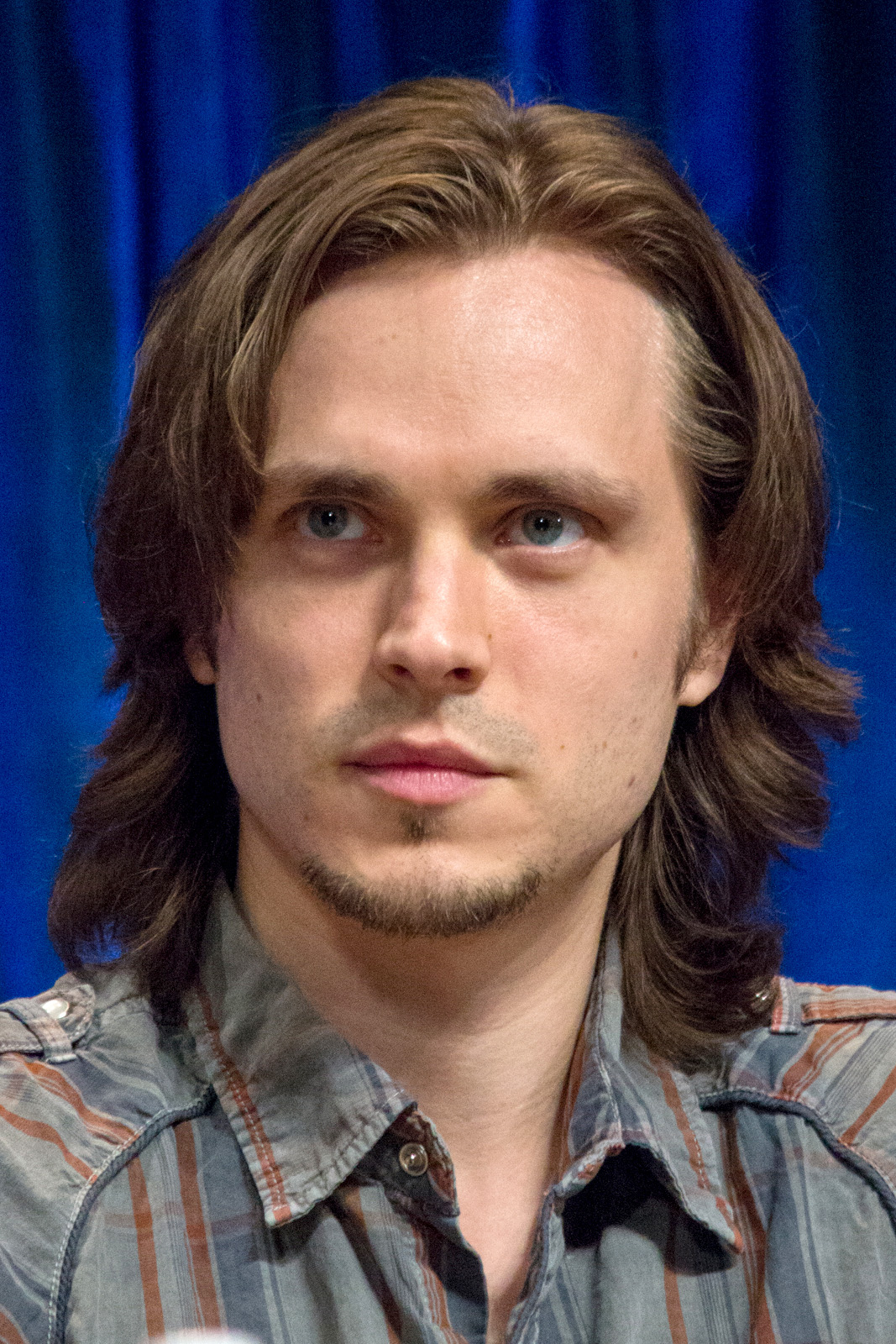
Jonathan Jackson (2013)

Jonathan Stevens Jackson (* 11. Mai 1982 in Orlando, Florida) ist ein US-amerikanischer Schauspieler, Musiker und Songwriter.

## Leben
Jackson wurde 1982 in Orlando als Sohn eines Arztes und einer Hausfrau geboren. Er hat zwei ältere Geschwister; sein Bruder Richard Lee Jackson ist ebenfalls Schauspieler.
Jackson ist seit Juni 2002 mit der Schauspielerin Lisa Vultaggio verheiratet. Das Paar hat zwei Söhne und eine Tochter. Die Familie lebte in Los Angeles und im US-Bundesstaat Washington, bis sie 2009 ganz nach Kalifornien zog.

## Karriere

### Schauspielerei
Von 1993 bis 1999 spielte Jackson die Rolle des Lucky Spencer in der Fernsehserie General Hospital. Für diese Rolle war er sechsmal für einen Daytime Emmy Award nominiert und erhielt den Preis 1995, 1998 und 1999 als „herausragender Jungdarsteller einer Drama-Serie“. Für dieselbe Rolle war er außerdem dreimal für einen Young Artist Award nominiert.
Seinen Serieneltern, den Schauspielern Anthony Geary und Genie Francis blieb er auch nach seinem Ausstieg weiterhin verbunden. Seit 2009 ist Jackson wieder in dieser Rolle zu sehen, nachdem die Figur zwischenzeitlich von Jacob Young (2000–2003) und Greg Vaughan (2003–2009) gespielt worden war.
Seit 1994 ist er auch in Spielfilmen zu sehen und wurde einem breiteren Publikum durch das Drama Tief wie der Ozean bekannt, in dem er den Sohn von Michelle Pfeiffer spielt. Größere Erfolge hatte er außerdem durch Hauptrollen in Dirty Dancing 2 und der Verfilmung von Stephen Kings Roman Riding the Bullet. Von 2012 bis 2018 spielte er die Rolle des Sängers, Songwriters und Produzenten Avery Barkley in der Country-Musik-Serie Nashville.

### Musik
Jackson spielte bereits als Jugendlicher mit verschiedenen Familienmitgliedern in der Band Scarlet Road. Neben ihm waren in der Band noch sein Bruder Richard Lee Jackson, sein Onkel Gary und sein Vater Ricky Lee Jackson aktiv. Die Band veröffentlichte 1997 ein Album mit dem Titel Clash.
Gemeinsam mit seinem Bruder spielt er in der Band Enation. Jonathan ist der Leadsänger der Band, schreibt viele der Songs und spielt E-Gitarre. Einzelne Songs finden auch Verwendung in Filmen und Serien, in denen er mitwirkt. Einer der größten Auftritte hatte die Band als Teil des USC-Konzerts, das die Jugendserie One Tree Hill zur Ehrung amerikanischer Truppen im Irak veranstaltete.

## Filmografie (Auswahl)
- 1993–1999, 2006, 2009–2011, 2015: General Hospital (Fernsehserie, 381 Episoden)
- 1994: Ferien total verrückt (Camp Nowhere)
- 1996: The Legend of the Ruby Silver (Fernsehfilm)
- 1996: Schnappt den Doppelgänger! (The Prisoner of Zenda, Inc., Fernsehfilm)
- 1995: General Hospital: Twist of Fate (Fernsehfilm)
- 1998: Das Leben und Ich (Boy Meets World, Fernsehserie, 2 Episoden)
- 1999: Tief wie der Ozean (The Deep End of the Ocean)
- 2000: Wenn Mutterliebe zur Hölle wird (Trapped in a Purple Haze, Fernsehfilm)
- 2000: True Rights
- 2000: Crystal Clear (Kurzfilm)
- 2001: Skeletons in the Closet
- 2001: Night Visions (Fernsehserie, Episode 1x06)
- 2001: On the Edge
- 2002: Insomnia – Schlaflos (Insomnia)
- 2002: Bis in alle Ewigkeit (Tuck Everlasting)
- 2003: Twilight Zone (The Twilight Zone, Fernsehserie, Episode 1x42)
- 2004: Dirty Dancing 2 (Dirty Dancing: Havana Nights)
- 2004: Riding the Bullet
- 2005: Venom – Biss der Teufelsschlangen (Venom)
- 2006: Das kleine Mord-Problem (A Little Thing Called Murder, Fernsehfilm)
- 2008–2009: Terminator: The Sarah Connor Chronicles (Fernsehserie, 4 Episoden)
- 2010: Kalamity
- 2012–2018: Nashville (Fernsehserie, 124 Episoden)

## Diskografie (Auswahl)
Mit Scarlet Road
- 1997: Clash

Mit Enation
- 2008: World In Flight
- 2011: My Ancient Rebellion
- 2016: Live From Nashville
- 2017: Anthems For The Apocalypse